# To Catch a Predator
To Catch a Predator (« Attraper un prédateur ») est une émission de téléréalité américaine diffusée de novembre 2004 à décembre 2007. Elle présente les enquêtes en caméra cachée du magazine télévisée Dateline NBC qui vise à identifier et arrêter les personnes qui contactent des mineurs sur Internet dans le but d'avoir avec eux des relations sexuelles. L'émission utilise notamment les services de l'association Perverted-Justice.
L'émission entraîne le suicide de l'un des présumés pédophiles dénoncés au cours de l'un de ses épisodes. À la suite de cette affaire, la sœur du défunt attaque NBC Universal en justice, l'affaire est résolue par un accord à l'amiable. En 2008, NBC met un terme aux diffusions de To Catch a Predator.
L'émission inspire le roman de Harlan Coben Faute de preuves (Caught), paru en 2010.

## Distribution
- Chris Hansen : journaliste
- Allison Shea alias « Del Harvey » : leurre masculin/féminin (Riverside, Greenville, New York, Fairfax, Fortson, Ft. Myers)
- Dani Jayden Miura : leurre féminin (Long Beach)
- Dan Schrak : leurre masculin (Murphy, Long Beach, Petaluma, Ft. Myers)
- Samantha Cope (ja) : leurre féminin (Flagler Beach)
- Lindsay Faye Wagner : leurre féminin (Murphy)
- Casey Mauro : leurre féminin (Ocean County, Bowling Green)